# قلعة الرفصة
 قلعة الرفصة ، تقع في ولاية صور في المنطقة الشرقية بسلطنة عمان. تعتبر من أبرز القلاع في الولاية، وكانت تستخدم قديماً لحراسة البوابة الرئيسية لمدخل الولاية من الطريق البري.